# Velký Lopeník
Velký Lopeník (in ceco; Veľký Lopeník in slovacco) è la seconda montagna più alta dei Carpazi Bianchi (nei Carpazi, nella Regione di Zlín, in Repubblica Ceca al confine con la Slovacchia. L'altezza è di 911 metri.
L'area circostante la montagna, fu una regione collinare di agricoltori primitivi e di piccole fattorie; i villaggi più vicini sono Lopeník, Březová (Rep. Ceca) e Nová Bošáca (in Slovacchia).
Sulla cima della montagna sono state costruite molte torri di guardia. La prima fu costruita nel 1944 e andò a fuoco nel 1946, mentre un'altra cadde nel 1972. Nel periodo 2004-2005 è stata costruita una nuova torre alta 22 metri in legno. È stata posizionata proprio sul confine tra Repubblica Ceca e Slovacchia, proprio per sottolineare l'amicizia tra i due popoli.
A causa delle insufficienti infrastrutture, la montagna e la regione circostante è abbastanza difficile da raggiungere. Questa difficoltà è però molto gradita a coloro che preferiscono la tranquillità e il relax.